# Augusta Déjerine-Klumpke
Augusta Déjerine-Klumpke (ur. 15 października 1859 w San Francisco, zm. 5 listopada 1927 w Paryżu) – francuska lekarka amerykańskiego pochodzenia, neurolog, żona Jules’a Déjerine’a. W 1886 jako pierwsza opisała porażenie dolnych korzeni splotu ramiennego (niedowład Klumpke).

## Życiorys
Urodziła się w San Francisco jako córka Johna Geralda Klumpke (1825–1917) i Dorothei Mattildy Tolle (1834–1922). Z ośmiorga dzieci troje zmarło w dzieciństwie. Siostrami Augusty były astronomka Dorothea Klumpke, malarka Anna Elizabeth Klumpke, skrzypaczka Julia Klumpke i pianistka Mathilda Klumpke (1863–1893). Miała też brata inżyniera Johna Williama Klumpke. W 1871 małżeństwo Klumpke podjęło decyzję o separacji i matka z dziećmi opuściła San Francisco, udając się do Europy. Augusta i jej starsza siostra uczęszczały do szkoły w Canstatt. Augusta uczyła się potem w L’Ecole Supérieure de Jeunes Filles w Lozannie. Początkowo miała być nauczycielką, ale matka, po przeczytaniu artykułu w gazecie o Madeleine Brès, pierwszej Francuzce która otrzymała tytuł doktora medycyny, namówiła ją by zdawała egzaminy na uczelnię medyczną. Ponieważ w Lozannie i Genewie nie było wydziału medycznego, we wrześniu 1877 udały się do Paryża, gdzie jako jedna z pierwszych kobiet rozpoczęła studia medyczne.

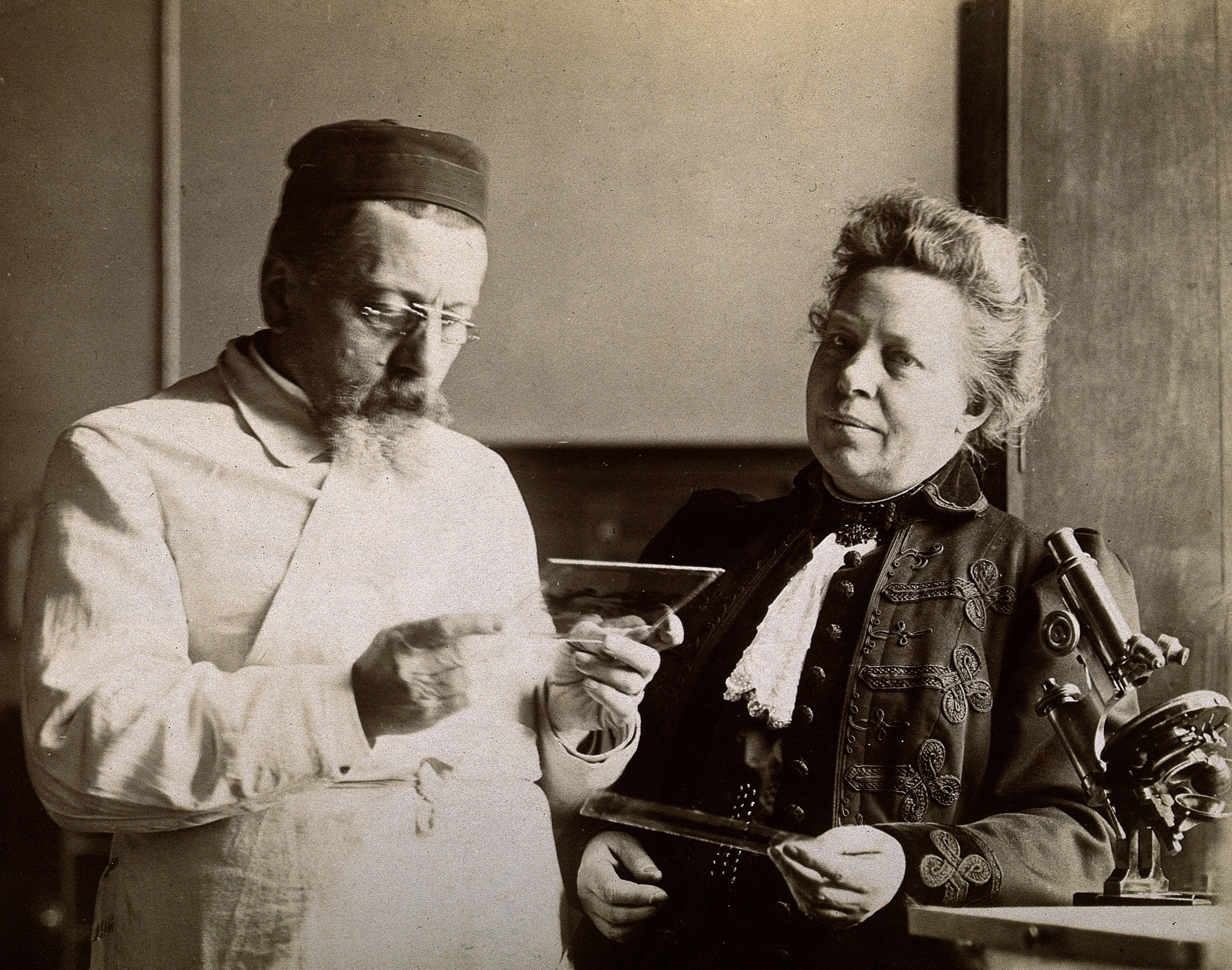
Augusta Déjerine-Klumpke razem z mężem Jules’em Déjerine

W 1886 wyszła za mąż za Jules’a Déjerine’a. Mieli wspólne zainteresowania naukowe i pracowali wspólnie, przy czym wkład Augusty często pozostawał anonimowy. Jako zdolna rysowniczka opracowała ilustracje diagramy do prac swoich i męża. Współpracowała również z Andre-Thomasem, Roussym, Lhermittem i Barre.
W 1889 otrzymała tytuł doktora. Od 1887 pracowała w szpitalu Lourcine, potem w szpitalach Tenon, Bicetre i Salpetriere. W 1913 odznaczona Legią Honorową V klasy. W 1914 została przewodniczącą Francuskiego Towarzystwa Neurologicznego (Societe de Neurologie).
W 1891 urodziła córkę Jacqueline Déjerine (1891–1986).
W latach I wojny światowej zajmowała się leczeniem i rehabilitacją żołnierzy z uszkodzeniami układu nerwowego, przede wszystkim rdzenia kręgowego.
Jako pierwsza kobieta w 1924 została wybrana na przewodniczącą La Société de Biologie.
Zmarła w 1927 roku w Paryżu w wieku 68 lat i pochowana jest obok męża na Cmentarzu Père-Lachaise w Paryżu.

## Wybrane prace
- Contribution à l’étude des paralysies radiculaires du plexus brachial: paralysies radiculaires totales. Paralysies radiculaires inférieures. De la participation des filets sympathiques oculo-pupillaires dans ces paralysies (1885)
- Des polynévrites en général et des paralysies et atrophies saturnines en particulier: étude clinique et anatomo-pathologique. Alcan, 1889
- Joseph Jules Dejerine, Augusta Dejerine-Klumpke: Anatomie des centres nerveux. J. Rueff, 1895
- Joseph Jules Dejerine, Augusta Dejerine-Klumpke: Le faisceau pyramidal direct. Masson et Cie, 1904
- Paralysie radiculaire totale ou plexus brachial avec phénomènes oculo-pupillaires. Masson, 1908